# Бурча, Стелян
Санду Стелян Бурча (рум. Sandu Stelian Burcea, родился 7 октября 1983 в Питешти) — румынский регбист, игрок задней линии (восьмой) команды «Тимишоара» и сборной Румынии.